# Palais d'Orsay

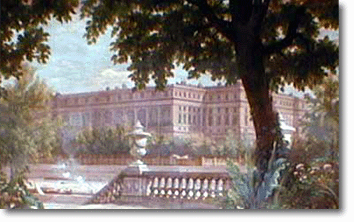
Vista parcial do Palais d'Orsay.

O Palais d'Orsay foi um antigo edifício administrativo situado no Quai d'Orsay, em Paris. Começado em 1810 para acolher o Conselho de Estado, seria terminado somente em 1840. O Conselho de Estado foi reunido em 1842 pelo Tribunal de Contas.
Em 1870, o fim do Segundo Império viu a criação duma comissão provisória (15 de Março de 1870 – Agosto de 1872) em substituição do Conselho de Estado. A Comuna de Paris faz a sua mudança, no dia 18 de Março de 1871, para o Château de Versailles, com arquivos, biblioteca e obras de arte.
O Palais d'Orsay foi incendiado na noite de 23 para 24 de Maio de 1871. Um incêndio assim descrito por Zola em La Débâcle:
O incêndio imenso, o maior, o mais horroroso, o cubo de pedra gigantesco, nos dois andares de pórticos, vomitando chamas. Os quatro edifícios, que cercam o pátio interior, pegaram fogo à vez; e, lá, o petróleo, derramado às toneladas nas quatro escadarias, nos quatro ângulos, havia escorrido, enrolando ao longo dos degraus torrentes do inferno.
A comissão, tornada Conselho de Estado, instalou-se em Agosto de 1872 no n.º 101 da Rue de Grenelle, alcançando o Palais-Royal onde ele se encontra ainda hoje. O Tribunal de Contas instalou-se igualmente no Palais-Royal antes de ocupar, definitivamente, em 1912 o Palais Cambon, construído para esse fim. O local onde se situava o Palais d'Orsay foi comprado em seguida pela Compagnie du Chemin de fer de Paris à Orléans (Companhia do Caminho de ferro de Paris a Orleães), que aí ergueria a sua nova estação terminal, a gare d'Orsay.

## Galeria de imagens das ruínas do Palais d'Orsay

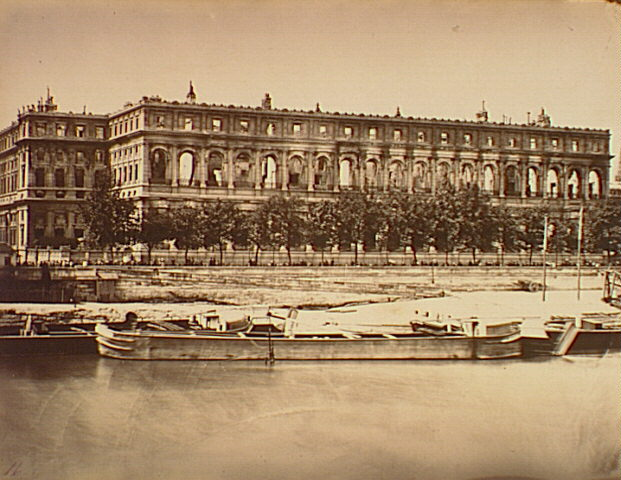
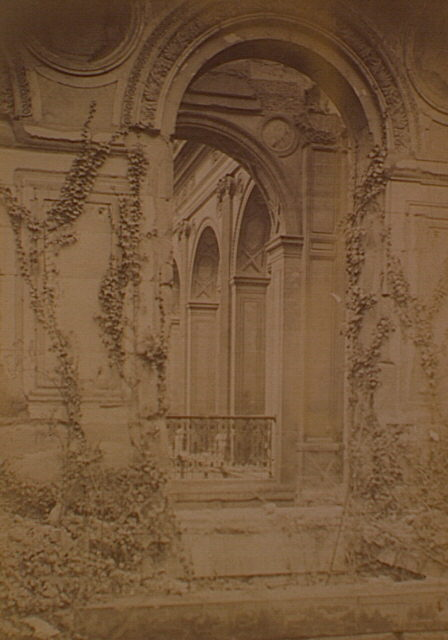
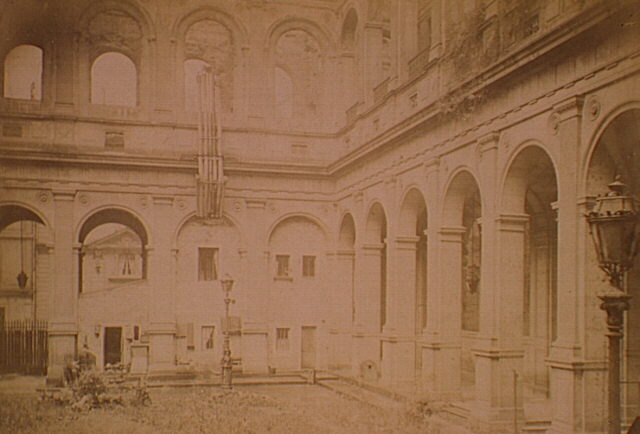
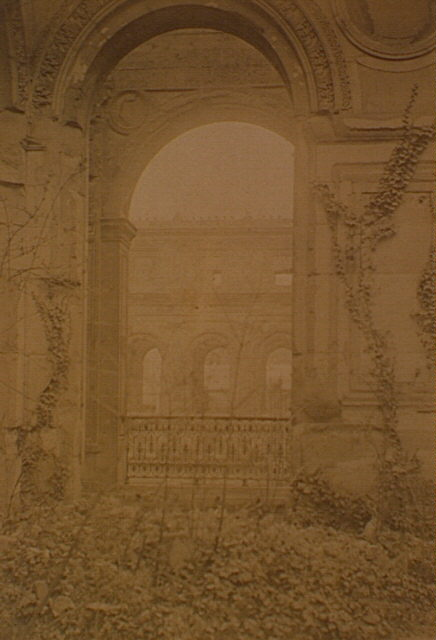
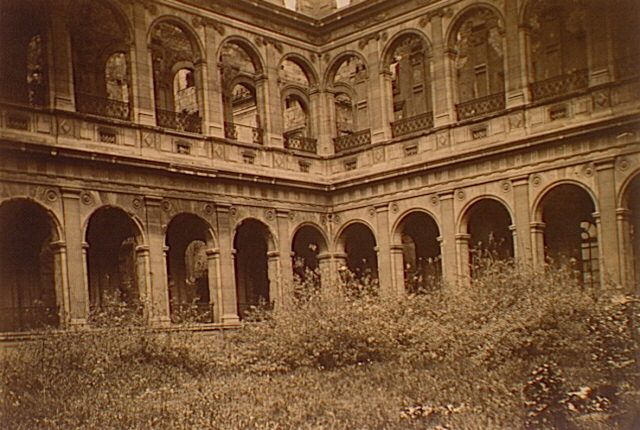